# Гетманский, Александр Эдуардович
Александр Эдуардович Гетманский (род. 6 октября 1977, Тула) — советский и российский спортсмен (русские и международные шашки). Международный гроссмейстер (1998, 2003). Чемпион мира 2021 в быстрой программе. Вице-чемпион мира 2021 в Таллине. Обладатель Кубка мира по стоклеточным шашкам сезона 2020—2021, обладатель Кубка мира по шашкам 64 сезона 2022/2023. Двукратный чемпион мира (2005 и 2006) и Европы (2013, 2021) в составе сборной России. Победитель 3 этапов Кубка мира по международным шашкам (Уфа, 2011), (Карпач, 2016, 2019). Гроссмейстер России.
Профессиональный историк, кандидат исторических наук. Окончил ТГПУ им. Л. Н. Толстого (1999), аспирантуру СГУ им. Н. Г. Чернышевского (2001). Член редколлегии журнала «Шашечный мир», корреспондент голландского шашечного журнала «Hoofdlijn». Проживает в Туле. Сын Эдуарда Гетманского.
Член (с 11 мая 2011 года) символического клуба победителей чемпионов мира Роба Клерка.
Из интервью:

В шашки я начал играть ещё в первом классе. Тренировался очень много, по несколько часов в день. Занимался в шахматно-шашечном клубе, кроме этого ездил на индивидуальные занятия к двукратному чемпиону мира Вячеславу Щёголеву.— http://www.istoki-rb.ru/index.php?article=1832
Жил несколько месяцев в Уфе, посещал школу, где учился Юрий Шевчук.

## Турниры и титулы
- 1995—1996 = 2 золота юниорских чемпионатов мира (Бамако, Мали; Таллинн, Эстония)[31];
- 1996 = золото Всемирной юношеской олимпиады (Гаага, Нидерланды)[31];
- 1997[32], 2005[33], 2009[34], 2011[35], 2017[36], 2020][37], 2021[38], 2022[39], 2023[40] = 9 серебра чемпионата России (Тула; Ишимбай; Ступино; Уфа; Лоо; Покровское[41]; Лоо[42], Покровское[43], Покровское[44])в классической программе; 2017[45] = 1 серебро чемпионата России (Лоо) в быстрой программе; 2004 = 1 серебро чемпионата России (Уфа) в молниеносной программе.
- 1998[46], 1999[47], 2015[48] = 3 золота чемпионата России (Ишимбай, Ишимбай, Лоо) в классической программе; 2022[49] = 1 золото чемпионата России (Покровское[50]) в быстрой программе; 2014[51], 2020[52], 2022[53], 2023[40] = 4 золота чемпионата России (Тутаев[54], Покровское[41],Покровское[43], Покровское[44]) в молниеносной программе.
- 2000−2012 = многократный чемпион и призёр клубных чемпионатов России[55] и Европы[56] в составе команд «Нефтяник» (Ишимбай), «Башнефть» (Уфа) = 1999—2002 и 2005[57]—2012 («100» и «64»[58]) и «Мельком» (Тверь) = 2003—2004;
- 2002 = второе место на турнире претендентов в Якутске[59];
- 2003 = золото Кубка России в личном зачёте (100) в Ижевске;
- 2003[60], 2004[61], 2006, 2007[62] = 4 бронзы чемпионата России (Уфа; Колонтаево) в классической программе; 2006, 2011, 2014[63] = 3 бронзы чемпионата России (Уфа; Ишимбай); Тутаев в быстрой программе; 2003, 2010 = 2 бронзы чемпионата России (Уфа; Колонтаево) в молниеносной программе.
- 2003 = бронза личного чемпионата мира (64) в Симферополе;
- 2003, 2005 = золото[64] международных гроссмейстерских турниров в Минске;
- 2004 = золото Кубка России в личном зачёте (64) в Алагире[65]);
- 2005 = серебро[66] личного чемпионата Европы по блицу (Прага, Чехия);
- 2005—2006 = 2 золота командного чемпионата мира (Варацце, Италия; Дакар, Сенегал);
- 2006 = серебро[67] клубного чемпионата Нидерландов в составе команды Hiltex (Амстердам)[68];
- 2006 = золото международных гроссмейстерских турниров «Башкортостан Опен»[69] и «Открытый чемпионат Нидерландов»[70] (Ишимбай, Гаага);
- 2006 = золото чемпионата Европы в командном зачёте (Бовец, Словения);
- 2007 = золото командного чемпионата Европы по блицу (Канны, Франция)[71];
- 2007 = золото[72] клубного чемпионата Нидерландов в составе команды Кулемборг[73];
- 2007 = золото международного гроссмейстерского турнира «Салоу Опен» (Каталония, Испания)[74];
- 2008 = серебро[75] первых Всемирных интеллектуальных игр (Пекин, Китай)[76];
- 2009 = серебро[77] клубного чемпионата Нидерландов в составе команды Witte van Moort[78] Вестерхар;
- 2010[79] = бронза командного чемпионата Европы (Таллинн, Эстония);
- 2011 = золото этапа Кубка мира[80](Уфа, Россия)[81];
- 2011 = полуфиналист Всемирных интеллектуальных игр «Спорт-Аккорд» (Пекин, Китай[82]);
- 2012 = золото международного турнира (Журомин, Польша)[83];
- 2012 = серебро личного чемпионата мира по блицу (Лилль, Франция)[84];
- 2012 = золото командного чемпионата мира по блицу (Лилль, Франция)[84];
- 2012 = золото командного чемпионата мира по быстрой игре (Лилль, Франция)[84];
- 2012 = золото чемпионата Европы в командном зачёте (Эммен, Нидерланды);
- 2013 = 2 бронзы Кубка России (Ишимбай)[85];
- 2013 = бронза[86] клубного чемпионата Нидерландов в составе команды[87] Волендам[88];
- 2013 = бронза личного чемпионата Европы по блицу (Будапешт, Венгрия)[89];
- 2013 = 2 золота и 1 бронза командного чемпионата Европы (Таллинн, Эстония)[23];
- 2013 = 5 место личного чемпионата мира (100) (Уфа, Россия)[90];
- 2013 = серебро личного чемпионата Европы по быстрой игре (Бовец, Словения)[91];
- 2013 = золото международного турнира (Белява, Польша)[92];
- 2013, 2014, 2018 = 3[93] золота[94] фестиваля интеллектуальных игр[95] «Ларикс» (Москва)[96];
- 2014 = бронза[97] клубного чемпионата Нидерландов в составе команды[98] Волендам[99];
- 2014 = серебро личного чемпионата Европы по быстрой игре и золото в командном зачёте (Прага, Чехия)[100];
- 2014 = бронза этапа Кубка мира Херхюговард-опен[101];
- 2014 = золото в блиц и серебро этапа Кубка мира в основной программе Баколи-опен[102];
- 2014 = 5 место в основной программе личного чемпионата Европы в Таллинне и золото в блиц в командном зачёте[103];
- 2015 = серебро Бюнсхотен-опен[104];
- 2015 = бронза[105] командного чемпионата мира по шашкам-64[106] в Кранево;
- 2015 = золото в командном зачёте[107] чемпионата мира[108] по быстрой игре в Дидиме;
- 2016 = бронза[109] личного чемпионата мира по молниеносной игре, а также золото[110] в командном зачёте по молниеносной игре и серебро в командном зачёте[111] командного чемпионата мира[112] по шашкам-64 в Кранево;
- 2016 = золото[113] этапа Кубка мира в Карпаче[26];
- 2016 = золото[114] основной программы Кубка России в Лоо;
- 2017 = бронза[115] личного чемпионата Европы по молниеносной игре[116] в Каннах[117];
- 2017 = серебро[118] личного чемпионата мира по быстрой игре в Измире, а также золото в командном зачёте в быстрой программе и серебро в командном зачёте в молниеносной программе[119];
- 2017 = серебро[120] личного чемпионата Европы по быстрой игре в Карпаче[121];
- 2017 = золото[122] Лишуй-опен;
- 2018 = золото[123] в командном зачёте чемпионата мира по молниеносной игре[124], а также серебро[125] в командном зачёте чемпионата мира по быстрой игре в Бергамо;
- 2018 = бронза[126] этапа Кубка мира Будапеште[127];
- 2018 = серебро[128] этапа Кубка мира в Щирке[129];
- 2018 = золото личного чемпионата Европы по молниеносной игре[130] и бронза личного чемпионата Европы по быстрой игре[131] (Нетания, Израиль), а также золото в командном зачёте по молниеносной игре и по быстрой игре[132];
- 2018 = золото в командном зачёте в основной программе[133] и в командном зачёте суперблица[134] в Москве;
- 2019[9] = серебро этапа Кубка мира Роттердам-опен
- 2019[10] = серебро[135] этапа[136] Кубка мира Лишуй-опен
- 2019[11] = золото[137] этапа Кубка мира Карпач-опен
- 2019[138] = золото международного турнира Синьтай-опен
- 2020[139] = золото[140] командного чемпионата мира по шашкам 64 в составе команды ЦФО в быстрой программе; бронза[141] командного чемпионата мира по шашкам 64 в составе команды ЦФО в молниеносной программе;
- 2021 = серебро личного чемпионата мира[142] в Таллине;
- 2021 = серебро[143] командного[144] чемпионата мира по шашкам 64 в составе команды ЦФО[145] в молниеносной программе в Аваносе;
- 2021 = 3 золота[146] командного чемпионата Европы Кьянчано-Терме, Италия[24];
- 2021 = серебро[147] этапа Кубка мира в Юлинеке[148];
- 2021 = золото[149] личного чемпионата мира в быстрой программе[150] в Юлинеке[148]

## Диссертация
Гетманский Александр Эдуардович. Политические взгляды и государственная деятельность П. А. Валуева, 70-80-е гг. XIX в. : диссертация ... кандидата исторических наук : 07.00.02.- Саратов, 2001.- 226 с.: ил. РГБ ОД, 61 01-7/683-1. Научный руководитель — доктор исторических наук, профессор Троицкий Николай Алексеевич.